# Universidad Rice

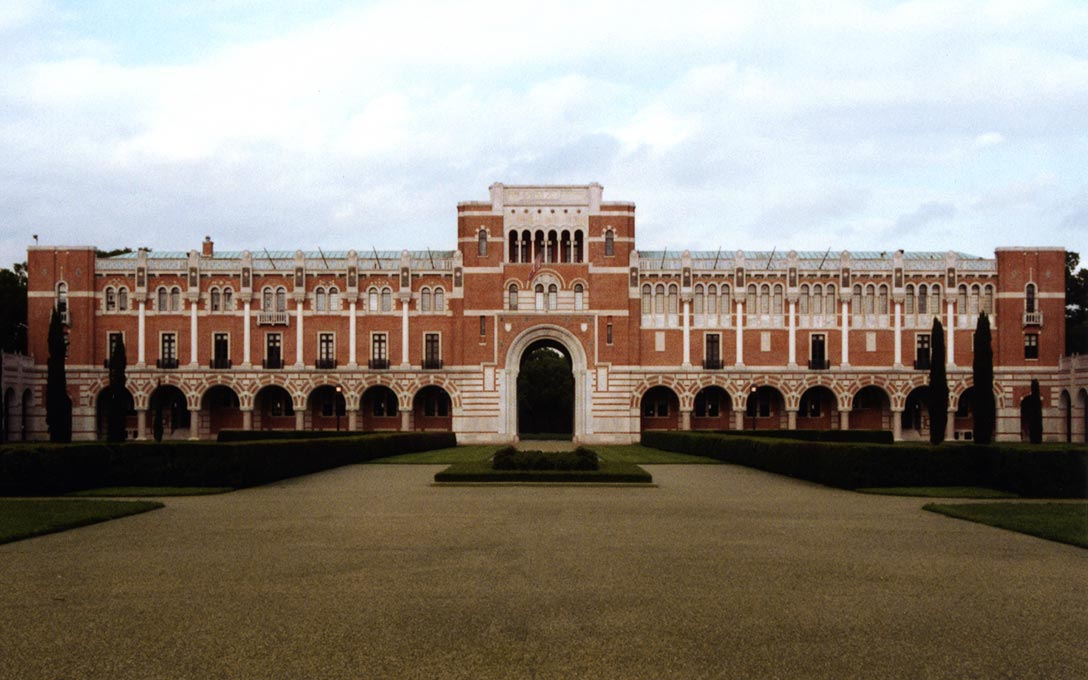
Lovett Hall.

La Universidad William Marsh Rice, conocida como Universidad Rice es una universidad privada ubicada en Houston, Texas (Estados Unidos de América).
Pone énfasis en una educación liberal y en la investigación científica. Fue catalogada por The Princeton Review como la universidad que provee la mejor calidad de vida a sus estudiantes. Sus académicos son reconocidos por sus investigaciones en nanotecnología. Muchos de los avances en corazones artificiales han sido conducidos con la ayuda de académicos de Rice. La Universidad Rice hace 41 años estableció su departamento de Ciencias Espaciales. Los fulerenos fueron descubiertos en la Universidad Rice, por lo que dos de sus académicos recibieron el Premio Nobel en 1996.

## Deportes
Los equipos deportivos de la Universidad Rice, denominados Owls (búhos), compiten en la Conference USA en 14 modalidades, 7 masculinas y 7 femeninas.

## Antiguos alumnos destacados
- Ron Bozman, 1969, productor ejecutivo de The Silence of the Lambs, Beloved, y Philadelphia.
- William Broyles, Jr., fundador deTexas Monthly, fue editor jefe en Newsweek y escritor de los guiones de Apolo 13, Náufrago y Unfaithful.
- Candace Bushnell, autora de Sex and the City.
- Howard Hughes, escritor, director, productor, actor u aviador.
- Charles Tandy, 1939, fundador y presidente de Tandy Corporation.
- George P. Bush, 1999, hijo del Gobernador de Florida, Jeb Bush, nieto del expresidente George H.W. Bush, sobrino del expresidente de los Estados Unidos, George W. Bush.
- Karen Padgett Davis, 1965, presidente del Commonwealth Fund.
- Alberto R. Gonzales, 1979, octogésimo primer fiscal general de los Estados Unidos.
- William P. Hobby, Jr., gobernador de Texas (1973-1991); fue consejero de la Universidad de Houston; fue presidente y director ejecutivo del periódico The Houston Post.